# Sassel
Sassel (toponimo francese) è una frazione di 149 abitanti del comune svizzero di Valbroye, nel Canton Vaud (distretto della Broye-Vully).

## Storia

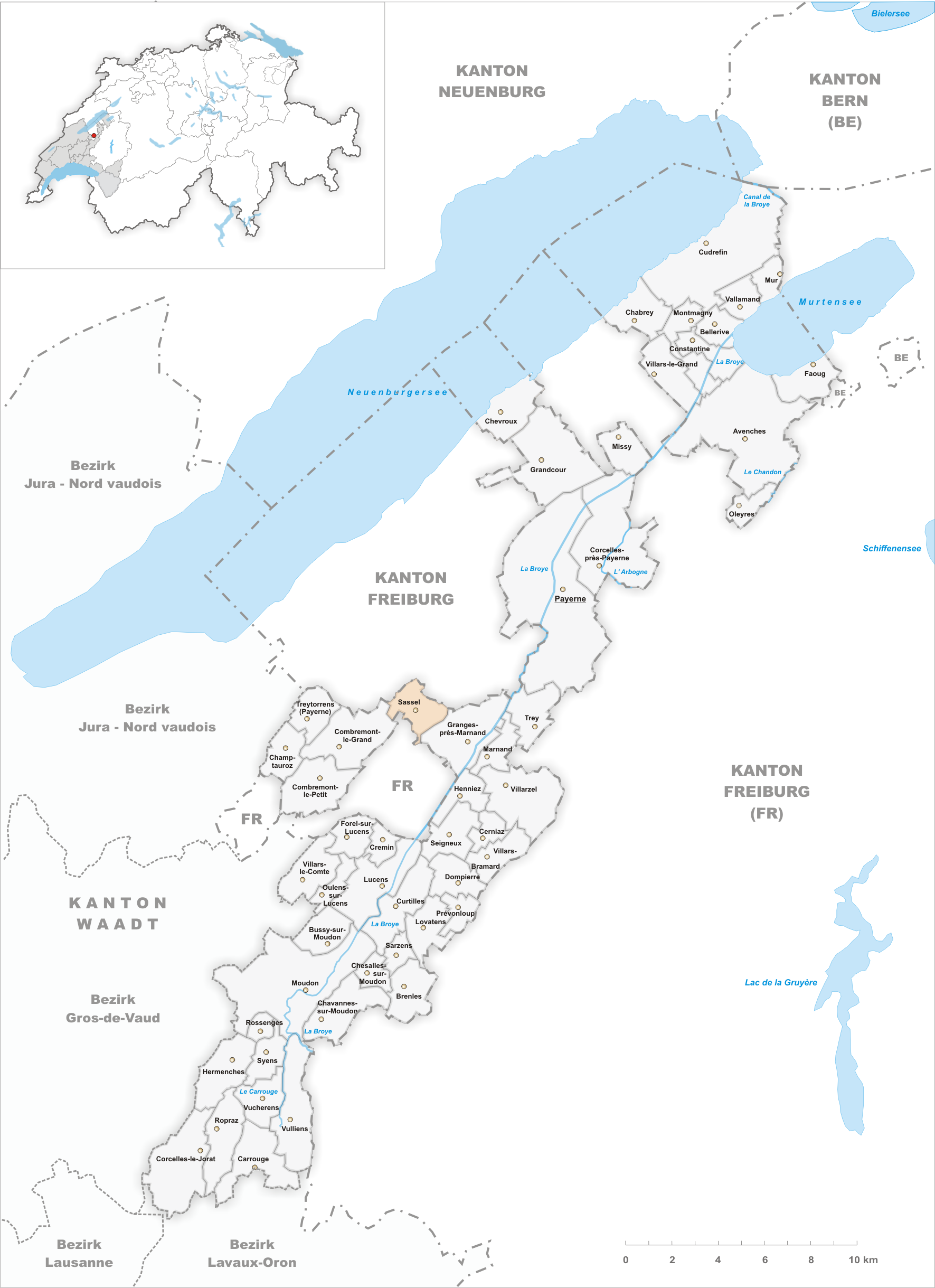
Il territorio del comune di Sassel prima degli accorpamenti comunali del 2011

Già comune autonomo che si estendeva per 3,35 km², nel 2011 è stato accorpato agli altri comuni soppressi di Cerniaz, Combremont-le-Grand, Combremont-le-Petit, Granges-près-Marnand, Marnand, Seigneux e Villars-Bramard per formare il nuovo comune di Valbroye.

### Simboli
Nel Medio Evo Sassel dipendeva dall'abbazia di Payerne e dal XII sec. una parte del villaggio divenne proprietà del Capitolo di Losanna, per cui nel 1929 il comune scelse per il proprio stemma i colori dell'antica abbazia e della Cattedrale di Losanna. Le due rose sono simbolo dei signori di Estavayer.

## Monumenti e luoghi d'interesse
- Cappella di Sant'Andrea, attestata dal 1503[1].

## Società

### Evoluzione demografica
L'evoluzione demografica è riportata nella seguente tabella:
Abitanti censiti

## Amministrazione
Ogni famiglia originaria del luogo fa parte del cosiddetto comune patriziale e ha la responsabilità della manutenzione di ogni bene ricadente all'interno dei confini della frazione.